# Manic Depressive Psychosis
Manic Depressive Psychosis (аббревиатура MDP) — популярная армянская рок-группа, созданная в 1990-м году в Ереване. Название с английского переводится как Маниакально-депрессивный психоз. За время своего существования группа выпустила 5 студийных альбомов, 1 концертный альбом и 5 синглов.

## История
Группа MDP была создана в 1990-м году студентами Ереванского Государственного Университета. Первый стабильный состав сформировался уже к 1992-му году: Эдуард Абраамян (клашивные, вокал), Генри Григорян (соло-гитара), Армен Саркисян (бас-гитара), Арут Геворкян (ударные). В даном составе MDP отыграли несколько концертов и поучаствовали в ряде фестивалей. Особо стоит отметить «трёхкомандный» вечер с группами «Aspet» и «Dumbarton Oaks» (21 мая 1992), первый в истории Армении «Ночной концерт» (29 мая 1993), фестиваль Monsters of Rock (30 мая 1993).
Настал момент, когда надо было идти дальше. Армения в ту пору была, образно выражаясь, не в состоянии «выслушать» музыку MDP. Плодом творчества первого состава стала записанная аудиокассета — альбом «Usurper of the Sun Rays».
Группа уезжает в Ростов-на-Дону, и позже распадается.
Генри (гитара) и Эдуард (клавиши, вокал) после возвращения в Армению продолжают проект. К ним присоединяются музыканты из распавшегося популярного металлического коллектива Soma — Месроп Гюльназарян (ударные) и Вардан Григорян (бас), который также стал продюсером группы. Восстановив старую программу и записав достаточно сложную композицию «The River» в профессиональной студии, взоры «реанимированных» MDP вновь устремляются в Россию. На сей раз поездка принесла MDP популярность уже на российской сцене. Следуют сольные концерты и участия в сборных концертах, фестивалях (самый удачный фестиваль — «Вечера Прогрессивной Музыки», по следам которого был выпущен компакт-диск в Москве).
Несмотря на успешное развитие событий, сопутствовавших группе, участники состава начинают работать над собственными сольными проектами, что приводит к временной паузе в деятельности Manic Depressive Psychosis как единой сплоченной команды. Генри продолжает музицировать в Америке, Месроп остается в России и играет с разными российскими группами. Пожалуй, самым продуктивным оказывается проект Вардана, который, несмотря на то, что протекал в несколько ином музыкальном направлении, тем не менее позднее вновь собрал всех членов команды вместе. В 2000 году Вардан записывает альбом «Vibrographus», в котором гитарные партии исполняет Генри.
В 2001 году группа заново собирается в полном составе и по новой начинает работу над свежими произведениями, параллельно «обрабатывая» и старые.
В 2002 году группа выпустила сразу 2 сингла — «Falling in Love» и «This is MDP». К лету 2003 года деятельность MDP достигает очередного пика — ребята работают в собственной студии, проводят акции, организуют концерты для других групп.
15 декабря 2003 года MDP собственными силами организует рок-фестиваль MinDPower, на котором выступает также и в роли участника. Организация мероприятия и блестящее выступление прочно закрепляют за группой славу лидера. В начале 2003-го бас-гитарист группы Вардан Григорян основал собственную музыкальную студию «Vibrographus» Архивная копия от 30 декабря 2021 на Wayback Machine. 30 декабря 2003 года, всего через 2 недели после фестиваля, выходит крупным тиражом первый в истории армянского рока записанный живьём компакт диск «MDP Live». Параллельно ведутся работы над DVD, который выходит в окончательной редакции весной 2004 года, проводятся акции в виде организации концертов, презентаций и записей армянских рок-групп. 7 мая 2004 года MDP организует свой сольный концерт, по счету первый после возвращения группы в Армению. За этим последовали гастроли группы в Германии (2005) и Грузии (2006), а также многочисленные выступления на фестивалях в Армении, большинство из которых было организовано группой. 1 июля 2007-го вышел последний альбом группы, музыканты планировали дать серию концертов в Европе и в России, но вскоре отношения между участниками группы стали весьма напряжёнными. В конце 2007 года, из-за творческих разногласий Эдуард распустил группу, но официально о распаде до сих пор объявлено не было. Последний раз группа MDP вышла на сцену 22 сентября 2007 года, приняв участие на фестивале «Rock4Peace» в Ереване. В 2008 году Генри и Вартан Григоряны создают прог-фолк-метал-группу Dogma.

## Состав группы
- Эдуард Абраамян (вокал, клавиши)
- Генри Григорян (гитара)
- Вартан Григорян (бас)
- Месроп Гюлназарян (ударные)

## Дискография

### Студийные альбомы
- 1993 Usurper of the Sun Rays
- 1995 Take Your Nibbled Apple Back
- 2000 Vibrographus
- 2005 Beauty
- 2007 Echoing The Slip

### Концертные альбомы
- 2003 MDP Live (CD, DVD)

### Синглы
- 1994 The River
- 1995 Death of Mollah Al Sahed
- 1995 Вечера Прогрессивной Музыки
- 2002 Falling in Love
- 2002 This is MDP